# Schrödingers Katzen
Schrödingers Katzen, im Original Schrödinger’s Cats, ist der Name eines Bluff-Kartenspiels der amerikanischen Spieleautoren Heather und Christopher O’Neill und Heather Wilson, das im Jahr 2015 bei dem Verlag 9th Level Games erschienen ist und über eine Kickstarter-Kampagne finanziert wurde. 2023 erschien eine deutsche Version des Spiels beim Amigo-Spieleverlag und es folgten weitere Versionen. Als Bluff-Spiel hat es Ähnlichkeiten mit den Würfelspielen Bluff oder auch Mäxchen, thematisch baut es auf dem Gedankenexperiment von Schrödingers Katze auf.

## Thema und Ausstattung
Bei Schrödingers Katzen handelt es sich um ein Bluffspiel, bei dem die Spieler jeweils versuchen, über mehrere Runden möglichst hohe Ansagen über die Anzahl bestimmter Karten auf den Kartenhänden aller Mitspieler zu machen. Sie können dabei auch die Unwahrheit sagen bzw. bluffen in der Hoffnung, dabei nicht ertappt zu werden.
Das Spielmaterial besteht neben einer Spielanleitung aus 52 Kartonkarten. Darin enthalten sind 20 Karten mit je einer lebenden Katze im Karton, 20 Karten mit je einer toten Katze im Karton, acht Karten mit je einem leeren Karton und vier Karten mit einer Heisenbergschen Unschärferelation, die jeden der drei Zustände annehmen können und somit als Joker dienen. Hinzu kommt ein Wertungsleiste in Form eines Klemmbretts, ein Wollmarker, 10 Physikatzen-Karten, sechs Lebensmarker sowie vier Karten mit Regelübersichten.

### Klemmbrett
Das Klemmbrett hat auf seiner Oberfläche eine aufgemalte Laufbahn für den Marker, der wie ein rotes Wollknäuel gestaltet ist, und führt in konzentrischen aber eckigen Bahnen zum Zentrum, das ebenfalls ein rotes Wollknäuel darstellt. Auf dem Weg sind Zahlen von 1 bis 26 aufgezeichnet, die jeweils in der Farbe der drei Zustände gehalten sind. Entsprechend der Menge der Karten sind die Felder für tot/ lebendig nebeneinander; die Felder für verschwunden gehen nur bis 13 und liegen bis auf die Eins nicht neben denen für tot/ lebendig.

## Spielweise
Zu Beginn des Spiels wird das Klemmbrett in die Tischmitte gelegt und der Wollmarker kommt auf die leere Stelle vor dem ersten Feld am Beginn des dargestellten Wollfadens. Alle Kartonkarten werden gemischt und jeder Mitspieler bekommt in der ersten Runde sechs davon als Handkarten, der Rest bildet einen verdeckten Nachziehstapel. Jeder Spieler bekommt zudem eine Physikatzen-Karte und eine dieser Karten wird offen ausgelegt.
Gespielt wird reihum beginnend mit einem vorher bestimmten Startspieler. Der jeweils aktive Spieler kann wählen, ob er entweder eine Behauptung aufstellen oder die letzte Behauptung seines Vorgängers anzweifen möchte. Der erste Spieler muss entsprechend eine Behauptung aufstellen. Dabei stellt der Spieler auf der Basis seiner Handkarten eine Behauptung darüber auf, wie viele Karten einer bestimmten Katzenzustandsform (lebend, tot oder verschwunden) sich aktuell mindestens im Spiel befinden; die Heisenbergschen Karten nehmen dabei immer automatisch die gewählte Zustandsform an. Er markiert die gewählte Anzahl mit dem Wollmarker auf dem Klemmbrett. Er darf seine Behauptung unterstützen, indem er beliebig viele Karten als Beweise vor sich auslegt, zudem darf er eine Anzahl von Handkarten entsprechend der ausgelegten Karten durch neue vom Nachziehstapel austauschen. Der folgende Spieler kann nun entsprechend der Angaben auf dem Klemmbrett die Behauptung erhöhen oder die Aussage seines Vorgängers anzweifeln. Zweifelt ein Spieler eine Aussage an, beendet er direkt auch die laufende Runde. Alle Karten werden aufgedeckt und die Behauptung wird anhand der nun offen liegenden Handkarten aller Mitspieler überprüft. Trifft die Aussage zu und es gibt mindestens so viele Karten des angesagten Zustands, scheidet der Zweifler aus dem aktuellen Spiel aus, andernfalls der Bluffer.

### Physikatzen
Einmal im Spiel kann jeder Spieler allerdings seine Physikatzen-Karte entsprechend ihrer individuellen Eigenschaft einsetzen und damit das Ergebnis verändern; er muss diese jedoch spielen, wenn er am Zug ist und nicht erst nach der Wertung. Die Karte wird offen neben der bereits ausliegenden Physikatzen-Karte ausgelegt. Die Namen der Karten sind bekannten Physikern und Physikerinnen nachempfunden, dabei sind folgende Karteneffekte möglich:
| Name                                                   | Aktion |
| ------------------------------------------------------ | --- |
| Cecilia Payne-Gapfotkin Sternkatzmosphären             | Mit Ausspielen dieser Karte gibt es zwei zusätzliche lebende Katzen.                                                   |
| Maria Goeppert-Miauer Milchschalenmodell des Atomkerns | Mit Ausspielen dieser Karte gibt es einen zusätzlichen leeren Karton.                                                  |
| Marie Schnurri Radiokratzivität                        | Mit Ausspielen dieser Karte werden alle Beweise für lebende Katzen entfernt.                                           |
| Michael Felidae Felidaeischer Käfig                    | Mit Ausspielen dieser Karte werden alle Beweise für tote Katzen entfernt.                                              |
| Richard Fellman Quantenfelltheorie                     | Wurde die Karte ausgespielt, werden Heisenbergkarten am Ende der Runde nicht gewertet.                                 |
| Felly Ride Thomson Katzenstreuung                      | Wurde die Karte ausgespielt, darf sich der Spieler den Ablagestapel ansehen.                                           |
| Sir Mizaac Newton Newtonsches Gravikatzionsgesetz      | Wurde die Karte ausgespielt, darf der Spieler zwei zusätzliche Katzen ziehen.                                          |
| Krallbert Einstein Relativitatztheorie                 | Wurde die Karte ausgespielt, darf der Spieler alle seine Handkarten austauschen.                                       |
| Steven Haarking Urknäuel-Theorie                       | Wurde die Karte ausgespielt, darf der Spieler einmal aussetzen.                                                        |
| Neil deKatz Tyson Galaktigersche Astronomie            | Wurde die Karte ausgespielt, darf der Spieler eine beliebige Funktion der offen ausliegenden Physikatzen-Karte nutzen. |

Nachdem auf diese Weise ein Spieler ausgeschieden ist, bekommen alle Spieler neue Handkarten. Dabei wird jeweils eine Handkarte pro Person weniger verteilt als in der Vorrunde. Sobald alle Spieler außer einem ausgeschieden sind, gewinnt dieser Spieler das Spiel.

## Versionen und Rezeption
Das Spiel Schrödingers Katzen wurde von den amerikanischen Spieleautoren Heather und Christopher O’Neill und Heather Wilson entwickelt und von diesen über den Spieleverlag 9th Level Games unter dem Namen Schrödiger’s Cats veröffentlicht. Die Veröffentlichung folgte nach einer 30-tägigen Crowdfunding-Kampagne auf kickstarter.com vom 20. Januar bis zum 19. Februar 2015. Insgesamt beteiligten sich dabei 1852 Unterstützer, die eine Gesamtsumme von 45.675 US-Dollar zur Verfügung stellten. 2023 erschien eine deutsche Version des Spiels beim Amigo-Spieleverlag und es folgten weitere Versionen auf Niederländisch, Koreanisch, Chinesisch und erneut auf Englisch im Amigo-Design.

## Belege
1. 1 2 3 4 5 6  
Spieleanleitung Schrödingers Katzen, AMIGO Spiel + Freizeit GmbH 2023
2. ↑  https://blog.amigo-spiele.de/content/ap/rule/02352-DE-AmigoRule.pdf Seite 12
3. ↑  Schrödinger’s Cats auf kickstarter.com, Kampagne vom Februar 2015; abgerufen am 30. September 2024.
4. ↑  
Schrödingers Cats, Versionen bei BoardGameGeek. Abgerufen am 30. September 2024.